# أولاد الخاوة (أولاد عمران)
أولاد الخاوة هي إحدى مشيخات المملكة المغربية، تتبع جغرافيا لإقليم سيدي بنور وإداريًا لأولاد عمران. يقدر عدد سكانها بـ 4677 نسمة حسب الإحصاء الرسمي للسكان والسكنى لسنة 2004.